# Sinapis flexuosa
Sinapis flexuosa är en korsblommig växtart som beskrevs av Jean Louis Marie Poiret. Sinapis flexuosa ingår i släktet senaper, och familjen korsblommiga växter. Inga underarter finns listade i Catalogue of Life.